# 保爾·霍爾巴赫
保爾-亨利·提利·霍爾巴赫男爵（法語：Paul-Henri Thiry, baron d’Holbach，法語：[dɔlbak]，1723年—1789年），法國哲学家，無神論者。

## 生平
1723年生于德国巴伐利亚一商人家庭。1735年时移居法国。1744年就读于荷兰莱顿大学读书。1749年回到法国，后继承伯父的男爵爵位。与狄德罗等人参加了《百科全书》的编纂工作，是“百科全书派”主要成员之一。著作有《自然的体系》、《健全的思想》、《揭穿了的基督教》、《神圣的瘟疫》、《自然政治》等。其中，《自然的体系》一书有“无神论的圣经”之称。

## 名言
- 人之所以迷信，只是由于恐惧；人之所以恐惧，只是由于无知。
- 基督教依靠的是欺骗、无知和轻信。
- 利益根本不是别的东西，只是我们每一个人视为幸福所必须的东西。
- 要公正，因为公正维系着人类；要和善，因为慷慨暖人心窝；要宽厚，因为你周围的人跟你一样脆弱；要谦逊，因为你的傲慢伤害每一个人的自爱心。
- 只有在智力薄弱和懶惰無知的人身上，迷信才是根深蒂固的。